# Powiat południowo-warszawski
Powiat południowo-warszawski – powiat istniejący w II Rzeczypospolitej na terenie miasta stołecznego Warszawy, która była wówczas miastem na prawach województwa. Utworzony 24 sierpnia 1928 r.. 1 kwietnia 1931 r. z części powiatu utworzono powiat śródmiejsko-warszawski.